# Långtjärnet (Silleruds socken, Värmland)
Långtjärnet är en sjö i Årjängs kommun i Värmland och ingår i Göta älvs huvudavrinningsområde. Sjöns area är 0,014 kvadratkilometer och den befinner sig 270 meter över havet.